# Nationalrat des haitianischen Voodoo
Der Nationalrat des haitianischen Voodoo (Haitianisch-Kreolisch Konfederasyon Nasyonal Vodou Ayisyen, kurz: KNVA) ist eine zivile Organisation aus Haiti, die die Praktiken des Voodoo vor Verfolgung und Verleumdung schützen will. Den Vorsitz hatte Max Beauvoir inne, der auch ein Houngan des Voodoo war. Er gründete die Organisation 2005 als Federasyon Nasyonal Vodou Ayisyen und benannte sie 2008 um. Nach Beauvoirs Tod am 12. September 2015 wurde Alcénat Zamor am 10. Dezember 2015 dessen Nachfolger.
Die Organisation beklagte, dass im Zuge der Choleraepidemie in Haiti ab 2010 in den Dörfern rund um Jérémie 45 Voodoopriester vom Mob getötet und verbrannt wurden, weil sie für den Ausbruch der Cholera verantwortlich gemacht wurden.